# Mikie Sherrill

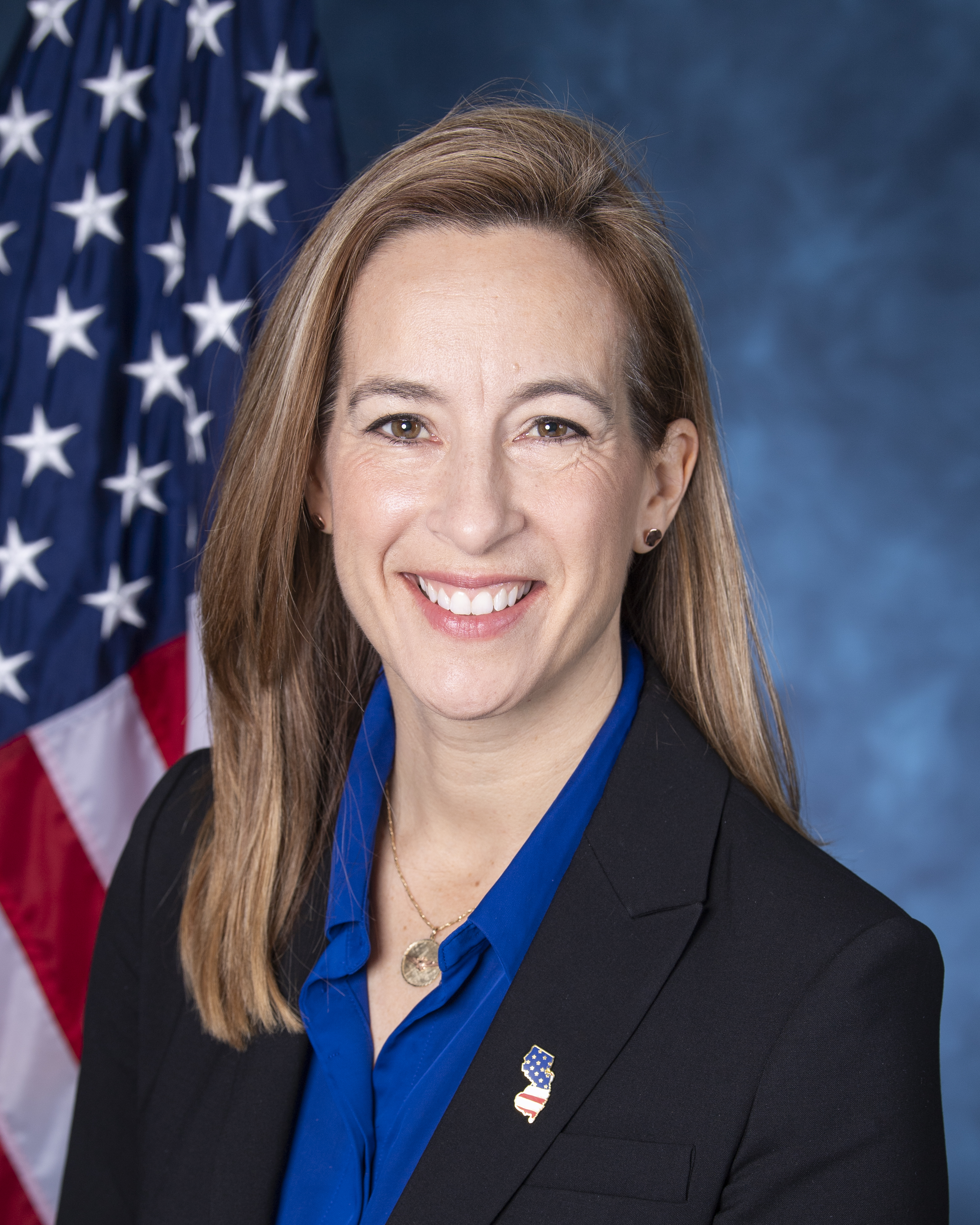
Mikie Sherrill (2019)

Rebecca Michelle „Mikie“ Sherrill (* 19. Januar 1972 in Alexandria, Virginia) ist eine US-amerikanische Politikerin, ehemalige Hubschrauberpilotin der United States Navy und Mitglied der United States Attorney. Als Mitglied der Demokratischen Partei ist sie seit dem 3. Januar 2019 Inhaberin des elften Sitzes des Bundesstaates New Jersey im Repräsentantenhaus der Vereinigten Staaten. In dieses Amt war sie am 6. November 2018 gewählt worden und wurde am 3. Januar 2019 vereidigt.

## Leben
Mikie Sherrill war am 19. Januar 1972 in Alexandria im Bundesstaat Virginia geboren worden und wuchs aufgrund der Arbeit ihres Vaters an verschiedenen Orten entlang der Ostküste der Vereinigten Staaten auf.
Sherrill besuchte die High School in Reston. 1994 schloss sie die United States Naval Academy mit einem Bachelor of Science ab. 2003 erhielt sie einen Master of Science in Wirtschaftsgeschichte an der London School of Economics and Political Science. 2004 erhielt sie ein Zertifikat in arabischer Sprache an der American University in Cairo. 2007 erwarb Sherrill einen Juris Doctor an der Georgetown University Law Center.
Sie hat vier Kinder und lebt mit ihrem Ehemann Jason in Montclair (New Jersey).

## Militärkarriere
Sherrill absolvierte die erste Flugschule, an der für Kampf in Frage kommende Frauen ausgebildet wurden. 1994 wurde Sherrill Hubschrauberpilotin des Sikorsky SH-3 Sea King. Sie flog Missionen in Europa und im Nahen Osten. 2000 wurde sie in der Naval Air Station Corpus Christi stationiert. Im Jahr 2003 verließ Sherrill die US-Navy.

## Politische Karriere
Mikie Sherrill gewann die demokratischen Vorwahlen zur Kongresswahl 2018 für den elften Sitz des Bundesstaates New Jersey im Repräsentantenhaus der Vereinigten Staaten mit 77,4 Prozent der Stimmen gegen Tamara Harris, die 14,5 Prozent errang. Sie gewann die Wahlen zum elften Sitz des Bundesstaates New Jersey im Repräsentantenhaus der Vereinigten Staaten am 6. November 2018 gegen Jay Webber von der Republikanischen Partei mit 56,8 Prozent der Stimmen. Den dritten Platz belegte Robert Crook mit 0,7 Prozent der Stimmen.
Bei der Wahl 2020 konnte sie ihren Sitz verteidigen, ihre neue Legislaturperiode im Repräsentantenhaus des 117. Kongresses lief bis zum 3. Januar 2023. Nach dem Sturm auf das Kapitol in Washington 2021 beschuldigte sie Mit-Parlamentarier, die Aufständischen unterstützt zu haben.
Die Primary (Vorwahl) ihrer Partei am 9. August 2022 konnte sie ohne Gegenkandidaten gewinnen. Sie trat damit am 8. November 2022 gegen Paul DeGroot von der Republikanischen Partei, sowie Joseph Biasco und Kevin McCormick von der Libertarian Party an. Bei der Kongresswahl 2022 schließlich mit 59 %. In der Vorwahl zur folgenden Wahl 2024 erhielt sie 93,6 % und in der Hauptwahl gegen den Republikaner Joseph Belnome 56,5 %.
Knapp zwei Wochen nach der Wahl im November 2024 meldete Mikie Sherrill ihre Kandidatur bei der Gouverneurswahl 2025 um die Nachfolge von Phil Murphy an. Im Falle ihrer Wahl wäre sie nach Christine Todd Whitman (1994–2001) erst die zweite Frau im Amt des Gouverneurs von New Jersey. Im Juni 2025 setzte sie sich in der Vorwahl der Demokraten durch. Bei den Republikanern qualifizierte sich der von Donald Trump unterstützte Jack Ciattarelli.

### Ausschüsse
Sie ist aktuell Mitglied in folgenden Ausschüssen des Repräsentantenhauses:
- Committee on Armed Services
  - Intelligence and Special Operations
  - Tactical Air and Land Forces
- Committee on Education and Labor
  - Higher Education and Workforce Investment
- Committee on Science, Space, and Technology
  - Environment (Vorsitz)